# Leptopsilopa similis
Leptopsilopa similis är en tvåvingeart som först beskrevs av Daniel William Coquillett 1900.  Leptopsilopa similis ingår i släktet Leptopsilopa och familjen vattenflugor. Inga underarter finns listade i Catalogue of Life.